# Sel. Bernhard von Baden (Clausen)

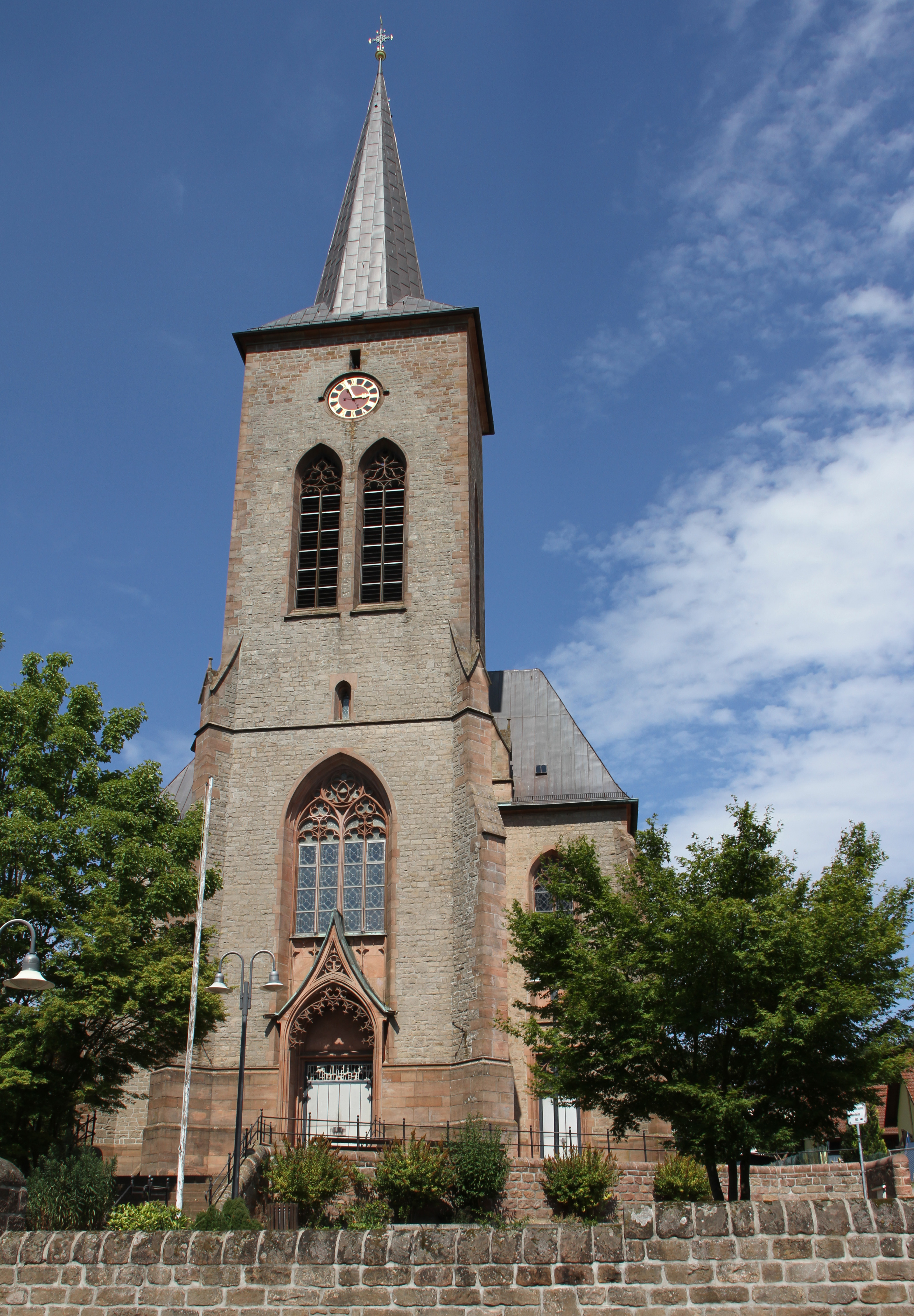
Kirche Seliger Bernhard von Baden in Clausen

Die römisch-katholische Kirche Sel. Bernhard von Baden in Clausen im Landkreis Südwestpfalz ist ein denkmalgeschütztes Bauwerk. Sie gehört zur Pfarrei Maria Königin Rodalben im Bistum Speyer.

## Lage
Die Kirche befindet sich in der Ortsmitte von Clausen an der Hauptstraße, die vor Ort mit der Landesstraße 498 identisch ist.

## Bau

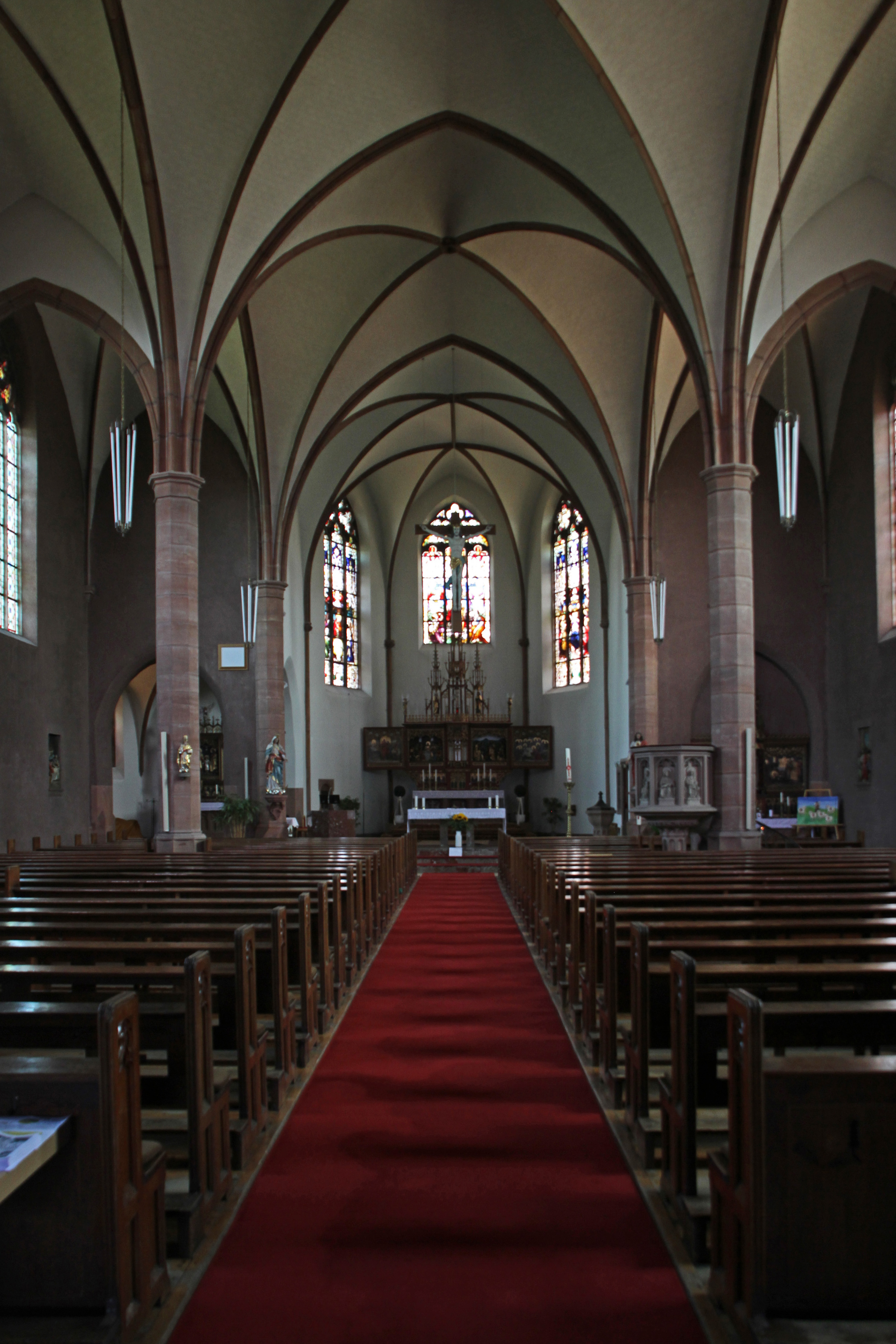
Innenraum

Die vom Architekten Ludwig Becker aus Mainz entworfene Kirche wurde von 1900 bis 1903 errichtet. Sie ist eine spätneugotische Bruchstein-Hallenkirche. Die drei Joche des Langhauses sind außen durch drei quer laufende Walmdächer hervorgehoben. Im Inneren tragen die drei Langhausschiffe Kreuzgratgewölbe.
Die bauzeitliche Ausstattung ist zu großen Teilen erhalten, darunter der aufwendige zentrale Flügelaltar, der in reichem Schnitzrahmen plastische und gemalte Szenen aus dem Evangelium zeigt.

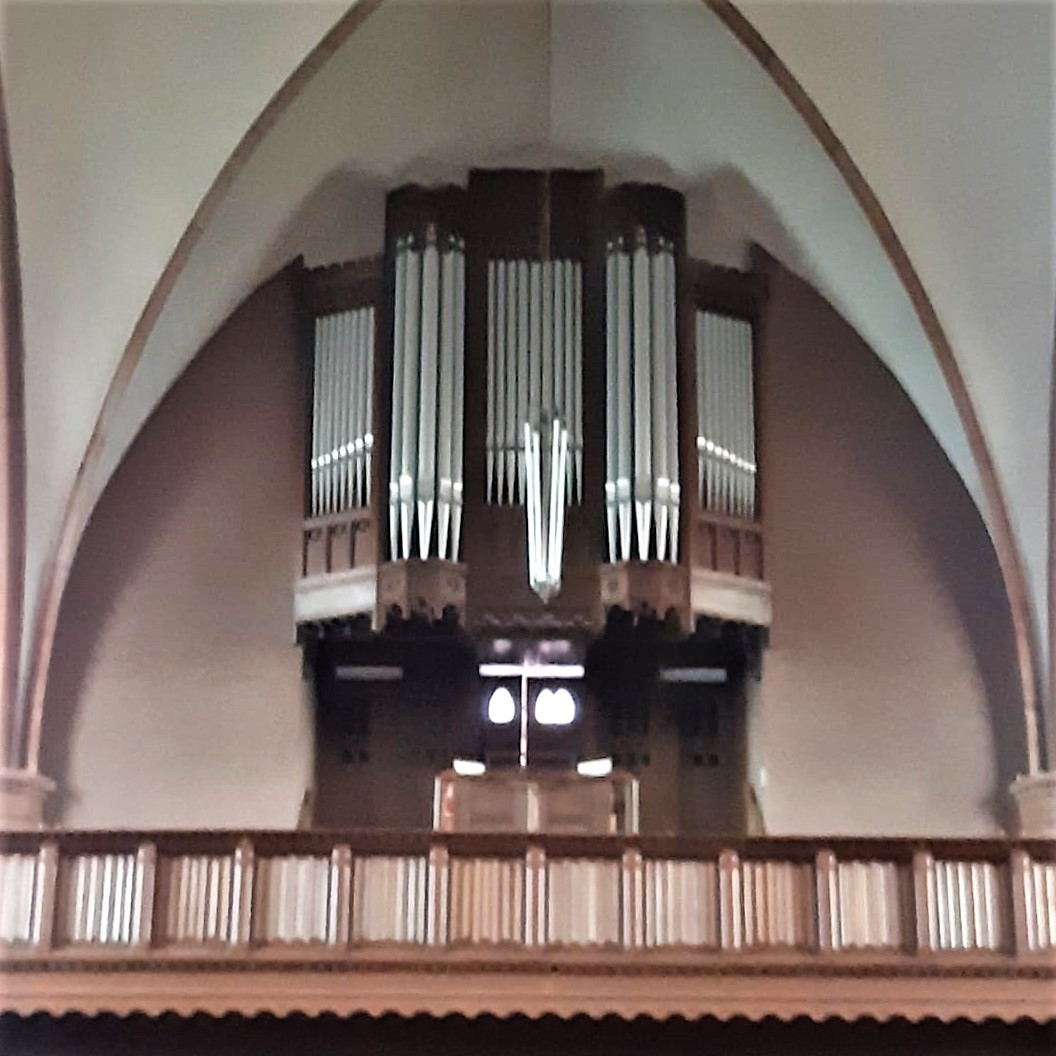
Orgel
Die Orgel auf der Empore über dem Eingangsbereich im hinteren Teil der Kirche wurde 1916 von der Manufaktur Johannes Klais Orgelbau als Opus 550 gebaut. Sie verfügt über 25 Register auf zwei Manualen (Hauptwerk und Schwellwerk) und Pedal. Das Instrument wurde 1986 von Klais restauriert.

## Gedenktafel

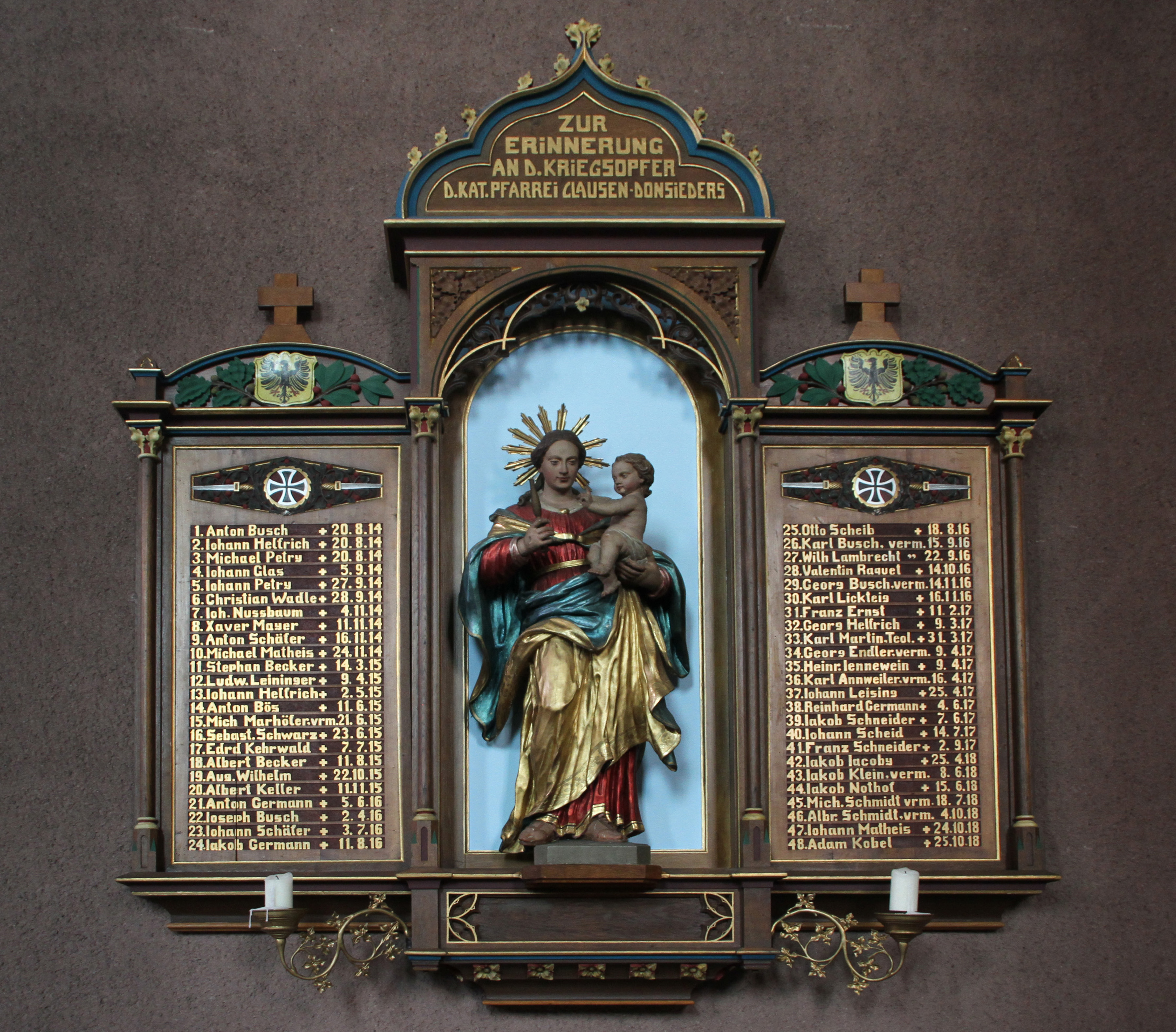
Gedenktafel und -buch

Am Eingang der Kirche befindet sich eine Gedenktafel und ein unter ihr aufgestelltes Gedenkbuch für die Gefallenen des Ersten und des Zweiten Weltkriegs. Vor allem die von unterschiedlicher Hand über Jahre hinweg gefertigten Seiten mit Einträgen zu als „Helden“ glorifizierten Soldaten wie Hans-Joachim Marseille oder Werner Mölders, zu Judenverfolgung und -vernichtung, mit persönlichen Aufzeichnungen und Sterbebildchen sind ein außerordentliches Dokument: Sie zeigen gerade in der höchst unterschiedlichen Art der einzelnen Produkte das Bemühen um die mentale Bewältigung der nicht fassbaren Kriegsereignisse.